# Über den Dächern von Nizza
Über den Dächern von Nizza ist ein US-amerikanischer Thriller von Alfred Hitchcock, der auf einem Roman von David Dodge basiert. Der Film wurde von Mai bis August 1954 gedreht und im Jahr 1955 durch Paramount Pictures veröffentlicht.

## Handlung
Ein Juwelendieb treibt an der französischen Riviera sein Unwesen. John Robie, vor dem Zweiten Weltkrieg berüchtigter Juwelendieb (bekannt als die Katze) und während des Krieges Held der Résistance, wird verdächtigt, da der Dieb seine alte Methode kopiert. Als er von der Polizei vernommen werden soll, taucht er unter. Um seine Unschuld zu beweisen, macht er sich selbst auf die Suche nach dem Gauner. 
Seine ehemaligen Partner, die allesamt inzwischen einem ehrbaren Beruf im Restaurant Bertani nachgehen, sind verärgert, da sie ihn für den Dieb halten und sich die französische Polizei wieder für sie interessiert. Dennoch helfen ihm Bertani und Danielle Foussard, der Polizei zu entwischen. Die junge Danielle ist in Robie verliebt und schlägt ihm vor, mit ihr nach Südamerika zu fliehen.
Robie wendet sich aufgrund eines Hinweises durch den Restaurantbetreiber Bertani an den Versicherungsagenten Hughson, der ihm – anfangs noch misstrauisch – seine Hilfe anbietet. Dadurch freundet sich Robie mit der reichen Witwe Mrs. Stevens und deren Tochter Frances an, die im Besitz wertvoller Juwelen sind. Bald darauf wird Mrs. Stevens ebenfalls bestohlen. Für Robie wird es eng. Frances, die mit Robie eine Liebesnacht verbracht hatte, misstraut ihm und macht ihm das Leben schwer, während ihre Mutter an die Ehrlichkeit Robies glaubt.
Robie setzt alles auf eine Karte und versucht, den Dieb bei dessen nächstem Coup auf frischer Tat zu ertappen. Dies muss er fast mit seinem Leben bezahlen, denn er gerät in eine Falle. Doch da Robie auf den Angriff gefasst war, kann er ihn abwehren. Foussard, ein Kellner in Bertanis Restaurant und früherer Kumpan aus der Résistance, kommt dabei ums Leben. Nach Foussards Tod präsentiert die Polizei diesen als die Katze, obwohl ihr klar ist, dass dieser ein Holzbein hatte und unmöglich der Meisterdieb gewesen sein konnte.
Wohlwissend, dass er sich selbst die Schlinge um den Hals legt, falls der Dieb entwischt und er am Tatort verhaftet wird, setzt Robie erneut alles auf eine Karte. Auf einem Maskenball kann er schließlich im letzten Moment den Dieb entlarven: Es ist Danielle, die Tochter des verstorbenen Foussard. Sie hatte die Diebstähle für Bertani begangen und muss sich vor der Polizei selbst stellen. John ist rehabilitiert. Frances und John werden schließlich ein Paar.

## Hintergründe

### Drehorte

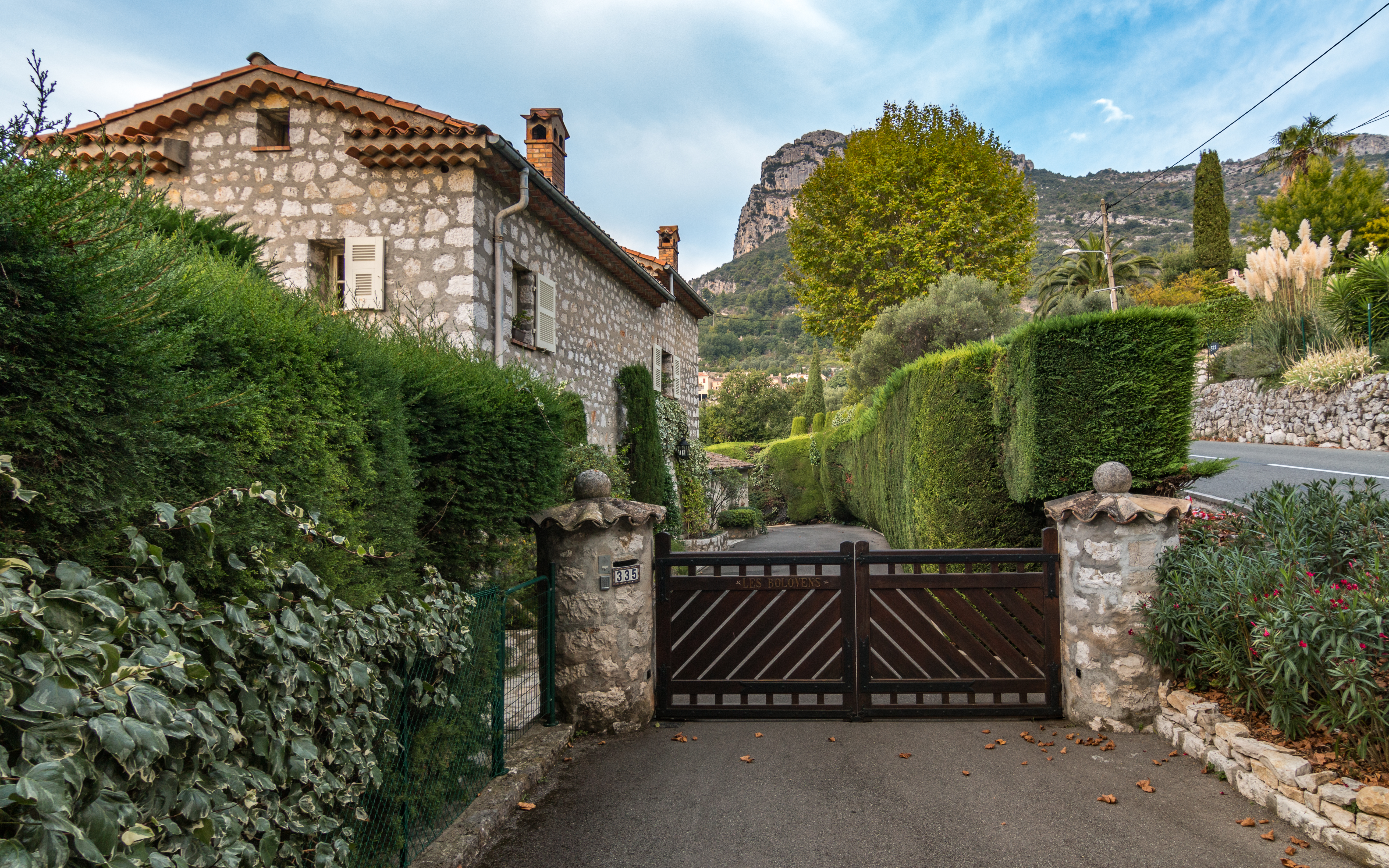
Das Filmhaus von John Robie in Saint-Jeannet, 2016

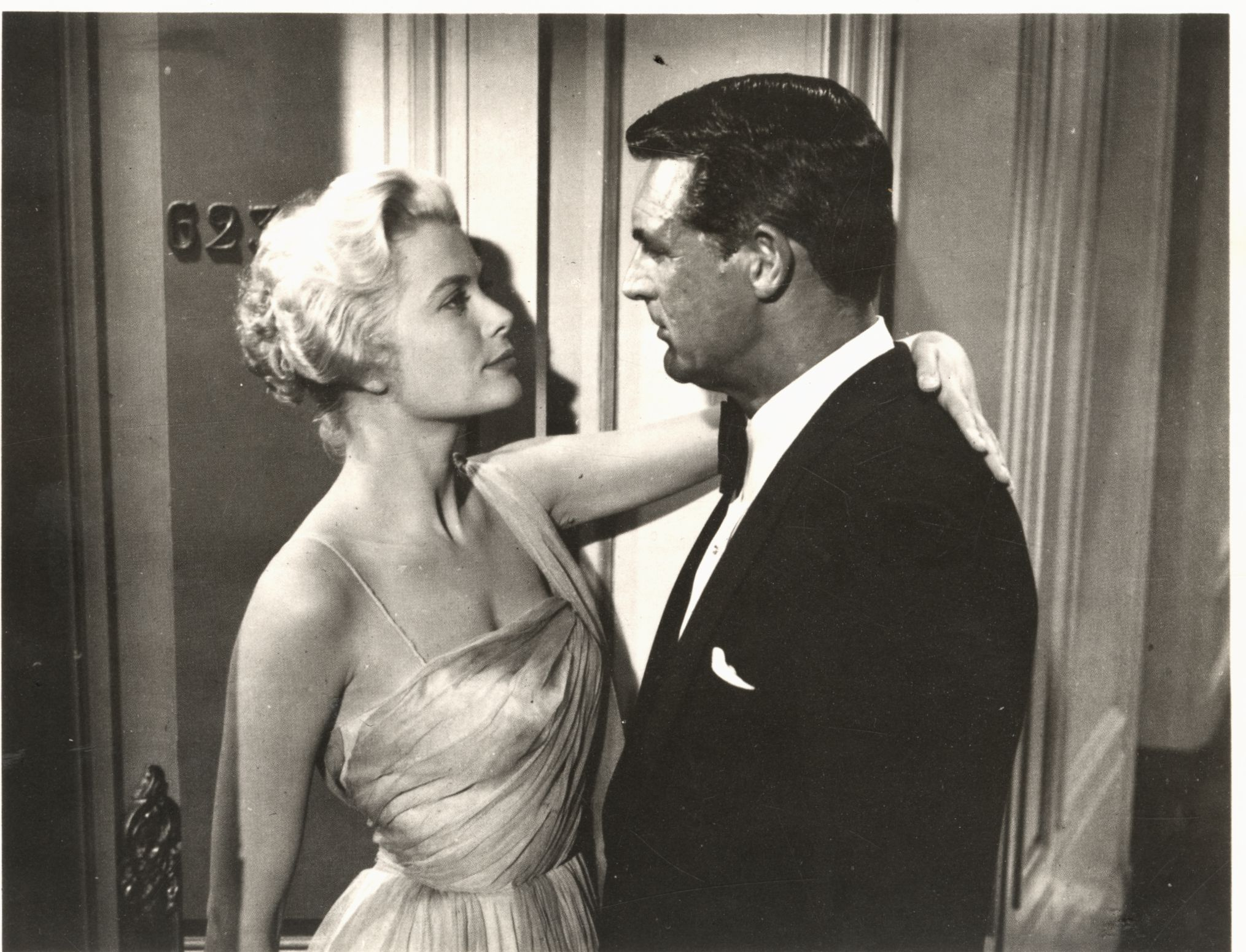
Grace Kelly und Cary Grant in einer Szene

Hitchcock drehte Über den Dächern von Nizza in Saint-Jeannet, Gourdon, Nizza, Monaco, Grasse, Cannes, Èze Village, Saint-Jean-Cap-Ferrat und Cagnes-sur-Mer. Die Szenen in der im Film so genannten „Villa Sandford“ wurden im Château de la Croix des Gardes in Cannes gedreht. Die rasanten Luftaufnahmen einer Verfolgungsjagd durch mehrere Dörfer wurde um Saint-Paul-de-Vence gedreht sowie eine längere Filmsequenz einer weiteren Ausflugsfahrt auf der am höchsten gelegenen Küstenstraße Grande Corniche (zwischen Nizza und Monaco) mit einem ausgedehnten Blick auf das Mittelmeer und Cap Ferrat. Im Film nah aufeinanderfolgende Filmsequenzen, die räumliche Nähe vorspiegeln, liegen geographisch oft weit auseinander. Dieser Umstand ist jedoch für den Zuschauer ohne Ortskenntnisse durch die Montage nicht zu erkennen.
Auf einer sehr ähnlich aussehenden Küstenstraße außerhalb Monacos verunglückte Grace Kelly am 13. September 1982 mit ihrer Tochter Stéphanie in ihrem zehn Jahre alten Rover 3500. Aus ungeklärten Gründen kamen sie in einer Haarnadelkurve von der Straße ab und stürzten 40 Meter tief einen Abhang hinunter (43° 43′ 35″ N, 7° 24′ 10″ O).
Das Auto, mit dem Grace Kelly bei dem Ausflug im Film fährt, ist ein saphirblaues, 1954er Sunbeam Alpine Mark III-Cabriolet. In einer ähnlichen Haarnadelkurve – oberhalb von Monaco – fahren die beiden Akteure dann von der Straße auf ein verstecktes Plätzchen zum Picknick.
Eine weitere zufällige Begebenheit: In einer Szene schwimmen Grant und Auber vom Strand in Cannes zu einer Badeplattform im Meer, während Kelly sie vom Strand aus beobachtet. In der 45. Filmminute ist im Hintergrund die Constitution vor Anker auf der Reede von Cannes zu sehen. Es handelt sich um jenes amerikanische Passagierschiff, mit dem Kelly im April 1956 zu ihrer Hochzeit mit Fürst Rainier III. von Monaco anreisen wird. Dies konnte aber während der Dreharbeiten im Sommer 1954 noch niemand wissen.

### Drehbuch
Zugrunde liegt der Roman To Catch a Thief von David Dodge aus dem Jahr 1952, das Drehbuch schrieb John Michael Hayes. Der Originaltitel ist mehrdeutig: Vordergründig geht es darum, den Juwelendieb einzufangen, am Ende des Films fängt Frances John Robie, den Juwelendieb, ein und heiratet ihn. Der Originaltitel basiert auf einem Wortspiel: Die englische Redewendung „take a thief to catch a thief“ (oder „to set a thief to catch a thief“) lässt sich am besten übersetzen mit „Es braucht einen Schurken, um einen Schurken zu fangen“. Im Film braucht es John Robie als ehemalige „Katze“, um die erneut aktive Katze zu fangen, was der Polizei bis dahin misslang.
Hitchcock brachte in zwei Szenen seine Aversion gegen Eier zum Ausdruck. In der ersten Szene schaut Cary Grant durch ein Fenster in die Küche des Restaurants Bertani, in diesem Moment klatscht ein rohes Ei gegen das Fenster. In der zweiten Szene drückt Jessie Royce Landis ihre Zigarette im Gelb eines Spiegeleies aus.
Hitchcock begründete mit Über den Dächern von Nizza ein neues Subgenre: die „kultivierte Thriller-Romanze“ (Harris/Lasky, 1976), was später unter anderem von Stanley Donen in Charade und Arabeske aufgegriffen wurde.

### Darsteller
Hitchcock besetzte die beiden Hauptrollen mit seinen damaligen Lieblingsstars Grace Kelly (die dritte Rolle in Folge) und Cary Grant (die dritte von vier Hauptrollen für Hitchcock). Beide trugen viel zur Popularität des Films bei.

### Produktion
Über den Dächern von Nizza ist der zweite von fünf Filmen, die Hitchcock zwischen 1954 und 1958 für Paramount produzierte. Ursprünglich lautete der Vertrag über acht Filme, bei vieren dieser Filme sollten nach der Erstveröffentlichung nach einer Auswertungszeit von acht Jahren die Rechte an Hitchcock zurückfallen, als Teil seines Nachlasses. Diese vier Filme wurden gedreht und anschließend drei Jahrzehnte lang nicht aufgeführt.
Über den Dächern von Nizza war letztlich der einzig übrig gebliebene Film aus dem Paket, bei dem die Rechte bei Paramount blieben (anders als bei Das Fenster zum Hof, Immer Ärger mit Harry, der Neuverfilmung Der Mann, der zuviel wußte und Vertigo – Aus dem Reich der Toten). Daher konnte Paramount alle Kopien (inklusive der internationalen Tonspuren) des Films verwahren und den Film in den folgenden Jahrzehnten weiter international auswerten. Dies schließt Fernsehausstrahlungen in Deutschland ein, wo der Film am 13. Dezember 1969 erstmals im ZDF gezeigt wurde.
Der Film wurde in dem damals neu aufgekommenen Filmproduktionsformat VistaVision hergestellt. Es handelt sich dabei um ein Breitwandformat, welches jedoch im Gegensatz zu Cinemascope nur ein Seitenverhältnis von etwa 1,5:1 bietet.

### Sexuelle Anspielungen
Die von Hitchcock am fertigen Drehbuch vorgenommenen Überarbeitungen sorgten für eine Pointierung der beiden Hauptcharaktere und für eine deutlichere Herausstellung der Liebesgeschichte, bis hin zu eindeutigen sexuellen Anspielungen. In den USA galt zwischen 1934 und 1967 der Hays Code (oder Production Code), eine Sammlung von konservativen Richtlinien bezüglich der Darstellung von Kriminalität, Gewalt und Sexualität im Film. Die Einhaltung des Hays Code wurde streng überwacht, und kein Regisseur konnte sich ihr entziehen, da jeder Film vor Veröffentlichung der „Production Code Administration“ vorgelegt werden musste. Dies führte dazu, dass zahlreiche Filmemacher im Laufe der Jahre eine Symbolsprache mit versteckten sexuellen Bezügen entwickelten, und gerade Über den Dächern von Nizza enthält zahlreiche solche Beispiele.
Hitchcock machte bereits Anfang der 1940er-Jahre leidige Erfahrungen mit Hollywoods Zensurbehörde. Ihn reizte es schon immer, die Grenzen des Erlaubten auszuloten und die Sittenwächter zu überlisten. In Über den Dächern von Nizza sind visuelle und verbale Anspielungen sexueller Art in einer Direktheit enthalten, die alles bis dahin in Hollywood Gekannte überschritt, die die Zensur aber überstanden.
In mehreren Szenen gibt es versteckte sexuelle Anspielungen und Zweideutigkeiten (die nachfolgenden Übersetzungen der englischen Zitate stimmen nicht mit der deutschen Synchronfassung überein):
- Die verliebte Danielle schlägt John vor, gemeinsam nach Südamerika auszuwandern. “Danielle: I have always dreamed of going to South America. The people say it’s virgin country.” (deutsch: „Ich habe gehört, dass Südamerika noch jungfräuliches Land/das Land der Jungfrauen sei.“)
- Beim Picknick an der Klippe sprechen sie vordergründig über Essen. “Kelly: I've never caught a jewel thief before. It's stimulating. […] Do you want a leg or a breast?” (deutsch: „Ich habe noch nie einen Juwelendieb gefangen. Es ist so stimulierend. […] Möchten Sie Bein oder Brust?“).
- Deutlicher ist der Kelly-Grant-Dialog, in dem er ihr darlegt, sie brauche etwas, was er ihr mangels Zeit und Neigung nicht bieten könne, nämlich eine zweiwöchige Hochzeitsreise mit einem richtigen Mann. “Grant: What you need is something I have neither the time nor the inclination to give you. – Kelly: Oh, and just what is that? – Grant: Two weeks with a good man at Niagara Falls.” (deutsch: „Was Sie brauchen, ist etwas, zu dem ich weder Zeit noch Lust habe. – Und was ist das? – Zwei Wochen mit einem richtigen Mann an den Niagarafällen.“)
- In einer Szene unterhalten sich Grant und Kelly über Diamanten und den Wunsch, sie zu berühren und zu besitzen: “Kelly: Look, John. Hold them. Diamonds. Only thing in the world you can't resist. Then tell me you don't know what I'm talking about. Ever had a better offer in your whole life? One with everything? – Grant: I've never had a crazier one. – Kelly: Just as long as you're satisfied. – Grant: You know as well as I do this necklace is imitation. – Kelly: Well, I'm not.” (deutsch: „Greifen Sie zu. Worauf warten Sie? Sie sind kostbar. Juwelen sind doch das Einzige, dem Sie nicht widerstehen können. Und dann sagen Sie mir, dass Sie nicht wissen, wovon ich spreche. Haben Sie schon jemals ein besseres Angebot gehabt? Alles auf einmal? – Jedenfalls nie ein so ausgefallenes. – Nun, hoffentlich sind Sie zufrieden. – Sie wissen genauso gut wie ich, dass das Collier eine Imitation ist. – Aber ich bin keine.“) Darauf folgt eine Szene, in der sich beide auf dem Sofa sitzend küssen. Diese hätte laut den damaligen scharfen Bestimmungen sexueller Anzüglichkeiten, kurz bevor sich Grant zusammen mit Kelly gegen das Sofa lehnt, geschnitten werden müssen. Hitchcock wollte jedoch keine Kürzung vornehmen und beauftragte den Komponisten, die Filmmusik an der Stelle weniger „suggestiv“, sondern eher leicht „fröhlich-komödiantisch“ zu gestalten. Der Filmeditor George Tomasini musste zudem die Szene mit mehreren Zwischenbildern zum gleichzeitig stattfindenden Feuerwerk verbinden. Die Szene mit geänderter Filmmusik und geändertem Schnitt bestand später die Prüfung und wurde komplett im Film gezeigt.
- Als Grant davon erzählt, dass er Holzhändler sei, erwidert Kelly in Bezug auf sein Treffen mit der jungen Französin “I bet you told her all your trees were Sequoias.” (deutsch: „Ich wette, Sie haben ihr erzählt, alle Ihre Bäume seien Mammutbäume.“), was eine weitere Zweideutigkeit in Bezug auf die Männlichkeit von Grants Figur ergibt. In der deutschen Synchronisation tritt diese Anspielung allerdings nicht so deutlich hervor.
- In einer Szene zwischen Frances Stevens (Kelly) und ihrer Mutter (Landis) schimpft Frances über John Robie (Grant), und ihre Mutter fragt zurück, was er denn von ihr gestohlen habe. Die unbeantwortete Frage der Mutter “Just what did he steal from you?” (deutsch: „Was hat er dir denn schon gestohlen?“) sollte eine Anspielung auf den „Verlust ihrer Unschuld“ sein.

## Synchronfassung
Im Gegensatz zu anderen Hitchcockfilmen wurde Über den Dächern von Nizza nur ein einziges Mal synchronisiert. Die deutsche Synchronfassung entstand im Jahr 1955 bei der Berliner Synchron Wenzel Lüdecke. Das Dialogbuch wurde von Fritz A. Koeniger verfasst – Dialogregie führte Volker Becker. Diese deutsche Fassung wird auch für die aktuellen, mit einem restaurierten Filmbild ausgestatteten, deutschen TV-Ausstrahlungen und neusten DVD-Editionen verwendet.
In der deutschen Synchronfassung fehlen viele im Original enthaltenen Hinweise auf den Kampf gegen die Deutschen im französischen Widerstand (Résistance). Beispielsweise wird im Original davon gesprochen, dass er aus der Haft entkommen sei, als die Deutschen das Gefängnis bombardierten. In der deutschen Fassung wird als Grund aber eine Generalamnestie angegeben. Während Robie im Original Hughson davon berichtet, dass er während seiner Zeit in der Résistance 72 Menschen getötet habe und dass seine Haushälterin mit ihren Händen einen deutschen General erwürgt habe, handelt die Synchronfassung davon, dass er in seinem Fach ein berühmter Mann gewesen sei und seine Haushälterin einen Löwen mit bloßen Händen gefangen habe.
| Rolle                   | Schauspieler        | Deutsche Synchronstimme |
| ----------------------- | ------------------- | ----------------------- |
| John Robie, die Katze   | Cary Grant          | Curt Ackermann          |
| Frances Stevens         | Grace Kelly         | Eleonore Noelle         |
| Jessie Stevens          | Jessie Royce Landis | Friedel Schuster        |
| H. H. Hughson           | John Williams       | Siegfried Schürenberg   |
| Monsieur Bertani        | Charles Vanel       | Walther Suessenguth     |
| Danielle Foussard       | Brigitte Auber      | Margot Leonard          |
| Vater Foussard, Kellner | Jean Martinelli     | Klaus Miedel            |
| Inspektor Lepic         | René Blancard       | André Saint-Germain     |

## Kritiken
„Das ist romantischer Suspense, spritzig heiter, mediterran verspielt, mit Cary Grant und Grace Kelly, wie sie sehr hübsch und cool mit den Reizen der appetitlichen Côte-d'Azur-Kulisse konkurrieren.“

„Temperament- und geistvolle Kriminalhumoreske mit spitzzüngigen Dialogen und raffiniert verschlungenem Spannungsknoten.“

„Spannend-amüsantes Abenteuer vor dem traumhaften Hintergrund der französischen Riviera. (Wertung: 3 Sterne = sehr gut)“

„Humorvoll, spannend, mit spritzigem Dialog und farbschöner Landschaft.“

„Der Film pendelt zwischen parodistischem Gruselkintopp und frischfröhlichem Lustspiel, ohne die Balance zu verlieren.“

„Ein gut gemachter und gespielter Hitchcock-Film mit herrlichen Landschaftsaufnahmen. Ab 16 Jahren kann man helles Vergnügen daran haben.“

Bei Rotten Tomatoes erreicht der Film einen Wert von 92 % positiver Kritiken.

## Auszeichnungen
Oscarverleihung 1956:
- Oscar für Robert Burks (Beste Kamera)

Oscar-Nominierungen 1956:
- Oscar-Nominierung für Hal Pereira, Joseph McMillan Johnson, Sam Comer, Arthur Krams (Bestes Szenenbild)
- Oscar-Nominierung für Edith Head (Bestes Kostümdesign)

## Cameo
Hitchcock ist (ca. bei Zeitindex 9:10) im Bus rechts neben Cary Grant zu sehen – allerdings nicht in der jahrzehntelang im deutschen Fernsehen ausgestrahlten 4:3-Fassung. Dort ist er nur im seitlichen Anschnitt zu sehen. In der restaurierten Fassung (auch DVD), die mittlerweile häufiger im deutschen Fernsehen zu sehen war, ist Hitchcock nun wieder fast ganz zu erkennen. Hitchcock war bekannt für seinen Bildwitz, der jedoch nicht immer sofort für jeden Betrachter zu erkennen ist. In der Busszene setzt sich Grant zwischen Hitchcock und eine Frau mit einem Vogelkäfig. Verständlich, dass in diesem Moment die Vögel im Käfig beginnen, nervös umherzuflattern, angesichts der Tatsache, dass sie der Katze so nahekommen, und Grant missmutig zur Seite schaut, angesichts der Gitterstäbe des Käfigs.

## Veröffentlichungen
- Über den Dächern von Nizza. DVD, CIC Video/Paramount Home Entertainment 2004
- Über den Dächern von Nizza. DVD, Special Collector’s Edition. CIC Video/Paramount Home Entertainment 2007
- Über den Dächern von Nizza. Blu-ray Disc, Paramount Home Entertainment 10. Mai 2012

## Soundtrack-Veröffentlichungen
- Alfred Hitchcock's TO CATCH A THIEF (EP). Mit Francie's Theme, You'll Love France und Unexpected von Lyn Murray, sowie Your Kiss von George Cates & Georgie Auld. Dirigiert von Lyn Murray. Tenor Saxophon Solos von Georgie Auld. Coral Records EC 81083, USA 1955 und Coral Records CXP45-846 und Festival Records CXP45-846, Australien 1956.

- To Catch A Thief / The Bridges At Toko-Ri (CD) von Lyn Murray. 22 Tracks aus "To Catch a Thief". Dirigiert von Lyn Murray. Aufgenommen in der Paramount Scoring Stage, Los Angeles, USA 1954. INTRADA Special Collection Volume 266 von 2014.

- Serenade To A Princess - theme songs from the motion pictures made famous by Grace Kelly (LP). Mit Francie's Theme von Lyn Murray und Your Kiss von George Cates & Georgie Auld. Dirigiert von David Carroll. Mercury Records MG 20156, USA 1956, Canada 1956.

- TO CATCH A THIEF - A HISTORY OF HITCHCOCK II (CD). Mit Paramount Vista Vision Fanfare von Nathan van Cleave und To Catch A Thief - Suite (You'll Love France / My Jewels / Red Convertible / Riviera Car Chase / Bus Stop / Finale) von Lyn Murray. Neueinspielung durch das The City of Prague Philharmonic Orchestra. Dirigiert von Paul Bateman. Aufgenommen in den Smecky Music Studios, Prag, Tschechien. Silva Screen Records, USA 1995.

- Psycho - The Essential Alfred Hitchcock (2-CD-Set). Mit To Catch a Thief: Suite von Lyn Murray und Paramount Vista Vision Fanfare von Nathan van Cleave. Neueinspielung durch das The City of Prague Philharmonic Orchestra. Dirigiert von Paul Bateman. Aufgenommen in den Smecky Music Studios, Prag, Tschechien. Silva Screen Records, London 1999, Tonträger-Nr. FILMXCD 320.